# Пикан, Вильнер
Вильнер Пикан (фр. Wilner Piquant, род. 4 декабря 1951 или 14 декабря 1951, Гаити) — гаитянский футболист, вратарь национальной сборной Гаити, выступавший на чемпионате мира 1974 года.

## Карьера

### Клубная
Пикан за свою карьеру сыграл за 3 клуба из Гаити: «Дон Боско», «Эгль Нуар» и «Виолет».

### В сборной
В национальной сборной сначала выполнял роль запасного вратаря. В качестве его был включен в состав на чемпионат мира 1974 в ФРГ. После того как основной вратарь, Анри Франсийон, завершил карьеру в 1977, Пикан занял его место. Принял участие в квалификационных матчах на «мундиали» 1978 и 1982 годов. Всего Вильнер сыграл в 9 матчей, пропустив 10 голов.